# Syllepte melanomma
Syllepte melanomma là một loài bướm đêm trong họ Crambidae.